# Carin Cone
Carin Cone (Estados Unidos, 18 de abril de 1940) es una nadadora estadounidense retirada especializada en pruebas de estilo espalda, donde consiguió ser subcampeona olímpica en 1956 en los 100 metros.

## Carrera deportiva
En los Juegos Olímpicos de Melbourne 1956 ganó la medalla de plata en los 100 metros estilo espalda, con un tiempo de 1:12.9 segundos, tras la británica Judy Grinham y por delante de la también británica Margaret Edwards.
Además en los Juegos Panamericanos de Chicago 1959 ganó el oro en los 100 metros espalda y en los relevos de 4x100 metros estilos.